# Expedição chinesa ao Tibete (1910)
A expedição chinesa ao Tibete de 1910 ou invasão chinesa do Tibete em 1910  foi uma campanha militar da dinastia Qing para estabelecer um domínio direto no Tibete no início de 1910. A expedição ocupou Lhasa em 12 de fevereiro e oficialmente depôs o 13º Dalai Lama no dia 25.   O domínio Qing do Tibete foi estabelecido no início do século XVIII, após a expedição chinesa ao Tibete de 1720, porém era essencialmente um protetorado ao invés de um domínio direto. O domínio real também declinaria consideravelmente com o enfraquecimento gradual da dinastia Qing no século XIX. Após a expedição britânica ao Tibete em 1904 e o tratado sino-britânico de 1906, os Qing decidiram estabelecer o domínio direto sobre o Tibete e, portanto, enviariam uma expedição em 1910. No entanto, o domínio direto sobre o Tibete teria curta duração: após a eclosão da Revolução de Xinhai e dos tumultos Xinhai em Lhasa em 1911-1912, o domínio Qing, essencialmente, terminou em Lhasa e em outras partes do Tibete. Todas as forças Qing deixariam o Tibete até o final de 1912.[carece de fontes?]